# 格兰德莱克 (科罗拉多州)
格兰德莱克（英語：Grand Lake），是美国科罗拉多州格兰德县下属的一座城市。建市于1944年6月23日，面积大约为1.057平方英里（2.737平方公里）。根据2010年美国人口普查，该市有人口471人。2011年估计该市有人口461人，相比2010年人口增长率为-2.12%。同时，论人口该市是科罗拉多州第200大城市。